# My Blood (Twenty One Pilots)
My Blood è un singolo del duo musicale statunitense Twenty One Pilots, pubblicato il 27 agosto 2018 come quarto estratto dal loro quinto album in studio Trench.

## Descrizione
Musicalmente il brano è caratterizzato da una morbida linea di basso funk, una batteria "robotica" e la voce in falsetto del cantante Tyler Joseph nel ritornello, e le sonorità sono state descritte come vicine alla musica disco. Il testo parla del rapporto di vicinanza a una persona che si trova in difficoltà e attaccata.

## Video musicale
Il video, diretto da Tim Mattia, è stato reso disponibile il 5 ottobre 2018, giorno dell'uscita di Trench.

## Tracce
Testi e musiche di Tyler Joseph.
Download digitale
1. My Blood – 3:49

CD promozionale (Regno Unito)
1. My Blood (album version) – 3:49
2. My Blood (instrumental) – 3:49

## Formazione
- Tyler Joseph – voce, basso, tastiera, sintetizzatore, programmazione
- Josh Dun – batteria, percussioni

## Classifiche

### Classifiche settimanali
| Classifica (2018)                | Posizione massima |
| -------------------------------- | ----------------- |
| Belgio (Fiandre)                 | 72                |
| Belgio (Vallonia)                | 68                |
| Canada                           | 76                |
| Irlanda                          | 61                |
| Regno Unito                      | 62                |
| Stati Uniti                      | 81                |
| Stati Uniti (alternative)        | 2                 |
| Classifica (2019)                | Posizione massima |
| Stati Uniti (mainstream rock)    | 39                |
| Stati Uniti (rock & alternative) | 5                 |

### Classifiche di fine anno
| Classifica (2018)         | Posizione |
| ------------------------- | --------- |
| Stati Uniti (alternative) | 37        |
| Stati Uniti (rock)        | 22        |